# Río Asneiro
El río Asneiro es un río del noroeste de la península ibérica que discurre por la provincia de Pontevedra, en Galicia, España. Nace en Dozón y se une al río Deza en la parroquia de Cristimil, Lalín. 

## Etimología
En la Edad Media se llamaba Dezón, hoy Dozón. En el mapa de Domingo Fontán se rotuló como río Deza y el error pasó a mucha de la cartografía posterior y la rotulación viaria. 